# 夏普莱斯不对称氨羟基化反应
夏普萊斯不对称氨羟基化反应（英語：Sharpless asymmetric oxyamination/aminohydroxylation）是烯烃在烃基、亚氨基、锇化合物作用下转化为相应的邻氨基醇的反應。
此反应用于药物合成。
反应综述：